# Yoboki
Yoboki è un centro abitato dello Stato africano di Gibuti, situato nella regione di Dikhil.